# فيكتور أو. فرازر
فيكتور أو. فرازر هو سياسي أمريكي، ولد في 24 مايو 1943 في شارلوت أمالي في الولايات المتحدة. نشط حزبياً في Independent Citizens Movement ‏. في انتخابات مجلس النواب الأمريكي 1994 ‏، انتخب Non-voting members of the United States House of Representatives ‏ عن دائرة United States Virgin Islands' at-large congressional district ‏ وقد انضم خلال فترته النيابية ‏ (4 يناير 1995 – 3 يناير 1997) للكتلة البرلمانية مستقل وانتخب عضو مجلس النواب الأمريكي (3 يناير 1995 – 3 يناير 1997) وانتخب Delegate of the Virgin Islands to the United States House of Representatives ‏.